# Ceratops
 Ceratops  ist eine kaum bekannte Gattung von Vogelbeckensauriern (Ornithopoda) aus der Gruppe der Ceratopsidae.
Von Ceratops sind nur Bruchstücke des Schädels bekannt, und zwar der Gelenkknorren des Hinterhauptsbeines (Condylus occipitalis) und eine paarige Hornwurzel. Die Funde lassen eine Zugehörigkeit zu den Ceratopsidae vermuten, eine genauere systematische Einordnung ist nicht möglich, sodass der Fund als nomen dubium gelistet wird.
Die fossilen Überreste von Ceratops wurden in der Judith-River-Formation im US-Bundesstaat Montana gefunden und 1888 von Othniel Charles Marsh erstbeschrieben. Der Name stammt aus dem Griechischen und bedeutet „Horngesicht“. In Anlehnung daran wurden später zahlreiche weitere Namen von Ceratopsia geprägt, etwa Protoceratops und Triceratops. Typusart ist Ceratops montanus, daneben wurden eine Reihe weiterer Arten beschrieben, die heute alle ungültig sind. Die Funde werden in die Oberkreide (spätes Campanium) auf ein Alter von 76 bis 72 Millionen Jahre datiert.
Marsh machte Ceratops zum Typus für die Dinosauriertaxa der Ceratopsia und der Ceratopsidae. Grammatikalisch korrekt sind die Formen „Ceratopia“ und „Ceratopidae“ (jeweils ohne „s“), viele wissenschaftliche Arbeiten verwenden jedoch weiterhin die inkorrekten, von Marsh geprägten Bezeichnungen.